# Yến mào râu
Yến mào râu, tên khoa học Hemiprocne mystacea, là một loài chim trong họ Hemiprocnidae.